# Эльбрус-32C
Эльбрус-32С — проектируемый с 2020 года 32-ядерный микропроцессор компании МЦСТ, построенный на 7 поколении архитектуры «Эльбрус».
Ожидаемая производительность — 1,5 Тфлоп/с двойной точности (64 бит) и 3 Тфлоп/с одинарной точности (32 бит). Получение инженерных образцов планируется в 2025 году. Должен был производиться на фабрике TSMC в Синьчжу, Тайвань.

## Характеристики
Из самых существенных новшеств разработчики называют поддержку памяти типа DDR5, шин стандартов PCIe 5.0 и CXL. Запланирована встройка контроллера интерфейса 10G Ethernet и проработка возможности увеличения скоростей до 25G, 40G, 50G и 100G.
Планируемые характеристики микропроцессора «Эльбрус-32С»:
- производительность — до 3 / 1,5 Тфлоп/с;
- количество ядер — 32;
- Тактовая частота — 2,5 ГГц;
- объем кэш-памяти (L2+L3) — 64 МБ;
- ОЗУ — тип DDR5, 170 ГБайт/с, не менее 6 каналов, не менее 2 Тбайт;
- интерфейсы: 64 линии PCIe 5.0, Ethernet 10/25/40/50/100 Гбит/с, USB 3.1;
- возможность объединения до четырех микропроцессоров на общей памяти;
- технология — 7 нм.[2]